# Rubi (Rapperin)
Rubi (* 2000 in Augsburg; bürgerlich Leona Ruben) ist eine deutsche Schauspielerin, Rapperin und Sängerin.

## Leben
Rubi hat assyrische Vorfahren und engagiert sich in der assyrischen Diaspora, besonders im assyrischen Jugendverband Mitteleuropa, der sich für den Zusammenhalt in Europa lebender Assyrer einsetzt. Sie ist Christin und drückt ihren Glauben auch in ihren Songs aus.
Ihre Kindheit sowie Jugend verbrachte Rubi in Augsburg. Sie besuchte das Maria-Ward-Gymnasium. Nach Abschluss der Schule begann sie zu studieren und in verschiedenen Nebenjobs zu arbeiten. In der Reality-Seifenoper Berlin – Tag & Nacht spielt sie seit Folge 2527 die wiederkehrende Rolle der Rapperin „Liz“, für die sich Hauptfigur „Connor“ (Jakob Grün) interessiert.
Rubi verfolgt auch im wirklichen Leben eine Musikkarriere. Sie rappt sowohl auf Deutsch als auch auf Englisch. Ihr Song Ich will dich, den sie zusammen mit MNF-Produzentin ThatGurlHanna aufnahm, stieg im Oktober 2021 in die deutschen Singlecharts ein (Platz 54). Er handelt von einer komplizierten Beziehung, an der die Protagonistin trotzdem festhält. Im zugehörigen Musikvideo spielt Jakob Grün ihren Lebenspartner.

## Diskografie
Singles
- 2021: Ich will dich (feat. ThatGurlHanna)
- 2021: Kein Type
- 2022: Wieso tun wir das? (feat. ThatGurlHanna)
- 2022: Wenn du gehst
- 2022: Gib mir mehr (feat. ThatGurlHanna)
- 2022: Only 4 Life
- 2023: Komm wir hau’n ab
- 2023: Komm wir hau’n ab (Remix)
- 2023: 36 Grad (feat. Valexus)
- 2023: La La Land (1234)
- 2023: Schockverliebt (feat. Erobé)
- 2023: Nur wenn ich atme
- 2024: Wassereis
- 2024: 16
- 2024: Wasted
- 2024: Geile Zeit (mit Lizot)
- 2025: Baddies

## Auszeichnungen für Musikverkäufe
Anmerkung: Auszeichnungen in Ländern aus den Charttabellen bzw. Chartboxen sind in ebendiesen zu finden.
| Land/RegionAuszeichnungen für Musikverkäufe (Land/Region, Auszeichnungen, Verkäufe, Quellen) | Gold     | Platin | Verkäufe | Quellen           |
| -------------------------------------------------------------------------------------------- | -------- | ------ | -------- | ----------------- |
| Deutschland (BVMI)                                                                           | Gold1    | —      | 200.000  | musikindustrie.de |
| Österreich (IFPI)                                                                            | Gold1    | —      | 15.000   | ifpi.at           |
| Insgesamt                                                                                    | 2× Gold2 | —      |          |                   |